# Loi Krathong
Loi Krathong (Thai: ลอยกระทง; IPA: lɔːi kra-tʰoŋ; ook wel geschreven als Loy Krathong) is een festival dat gevierd wordt in Thailand en omliggende landen.

## De tijd

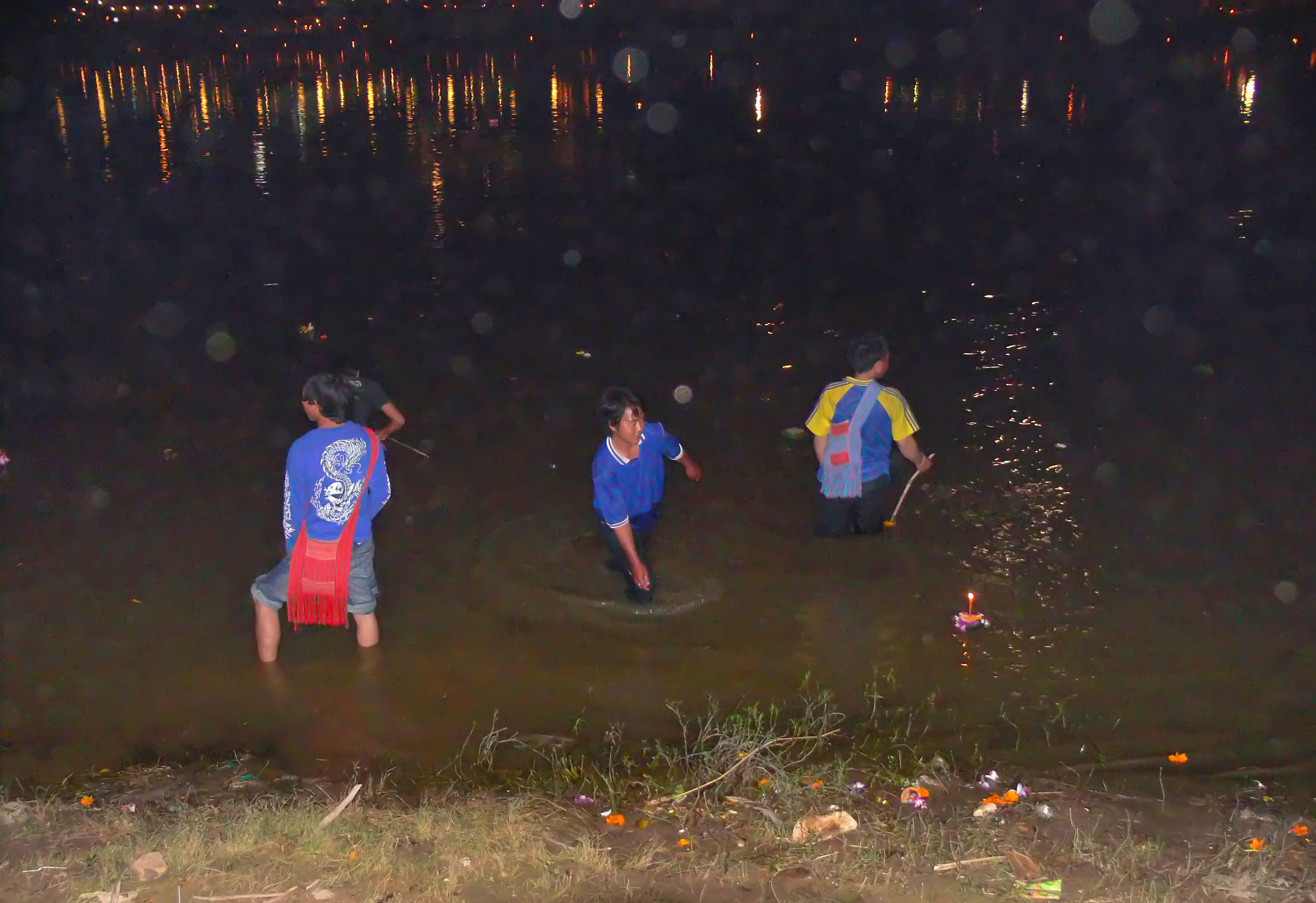
De meegegeven muntjes worden hier weer uit de krathongs gehaald

De laatste week van oktober en de eerste 3 weken van november vormen de twaalfde maanmaand. In het Thais duan sipsong genaamd. Deze tijd van het jaar is het 'na naam', hoogwaterseizoen. In deze tijd zijn er vaak overstromingen in vele delen van Thailand, inclusief Bangkok. Maar omdat het regenseizoen dan normaal gesproken over is, is het helder weer met een temperatuur van ongeveer 25 graden.
Dit is de tijd van het jaar dat op de dag van de volle maan van de 12e maan-maand het Loi Krathong festival gevierd wordt in Thailand en buurlanden. 'Loi' betekent letterlijk laten drijven, en een 'Krathong' is een vaartuigje van verscheidene materialen in de vorm van een lotusbloem. Dit vaartuigje bevat normaal gesproken een kaars, 3 wierookstaafjes, bloemen en enkele muntjes (bij voorkeur 9, omdat de Thai geloven dat dit getal geluk brengt). Vaak worden enkele honderden meters stroomafwaarts, de muntjes uit de krathongs gehaald. Na het Thaise nieuwjaar (Songkran) op 13 april is dit het meest populaire festival.

## Het festival

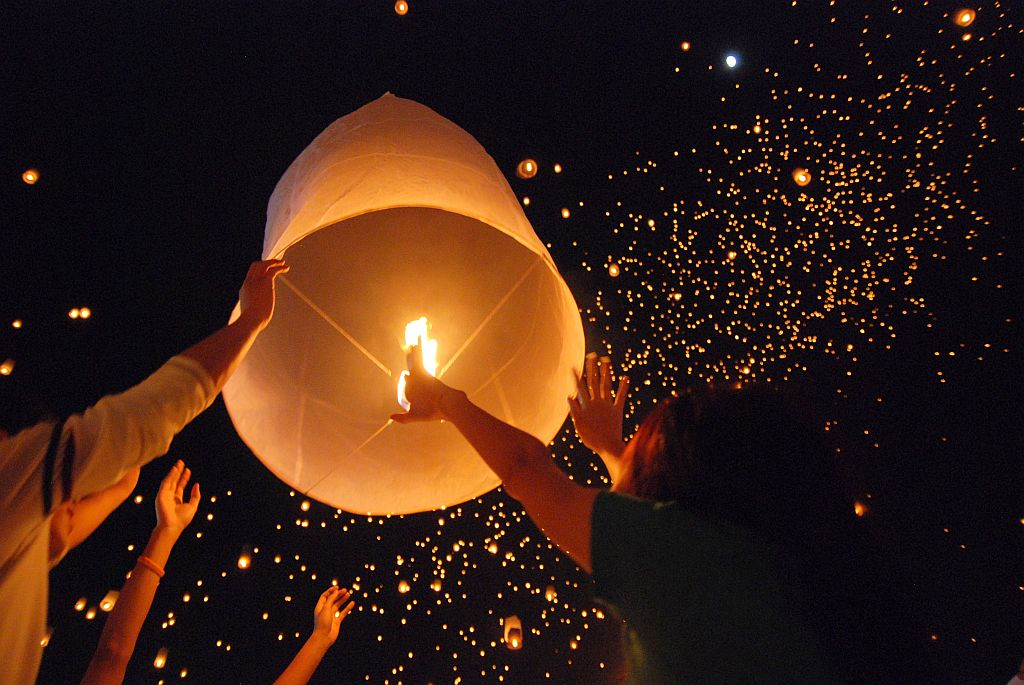
Een "Khom Loi" wordt losgelaten tijdens Loi Krathong in Mae Jo

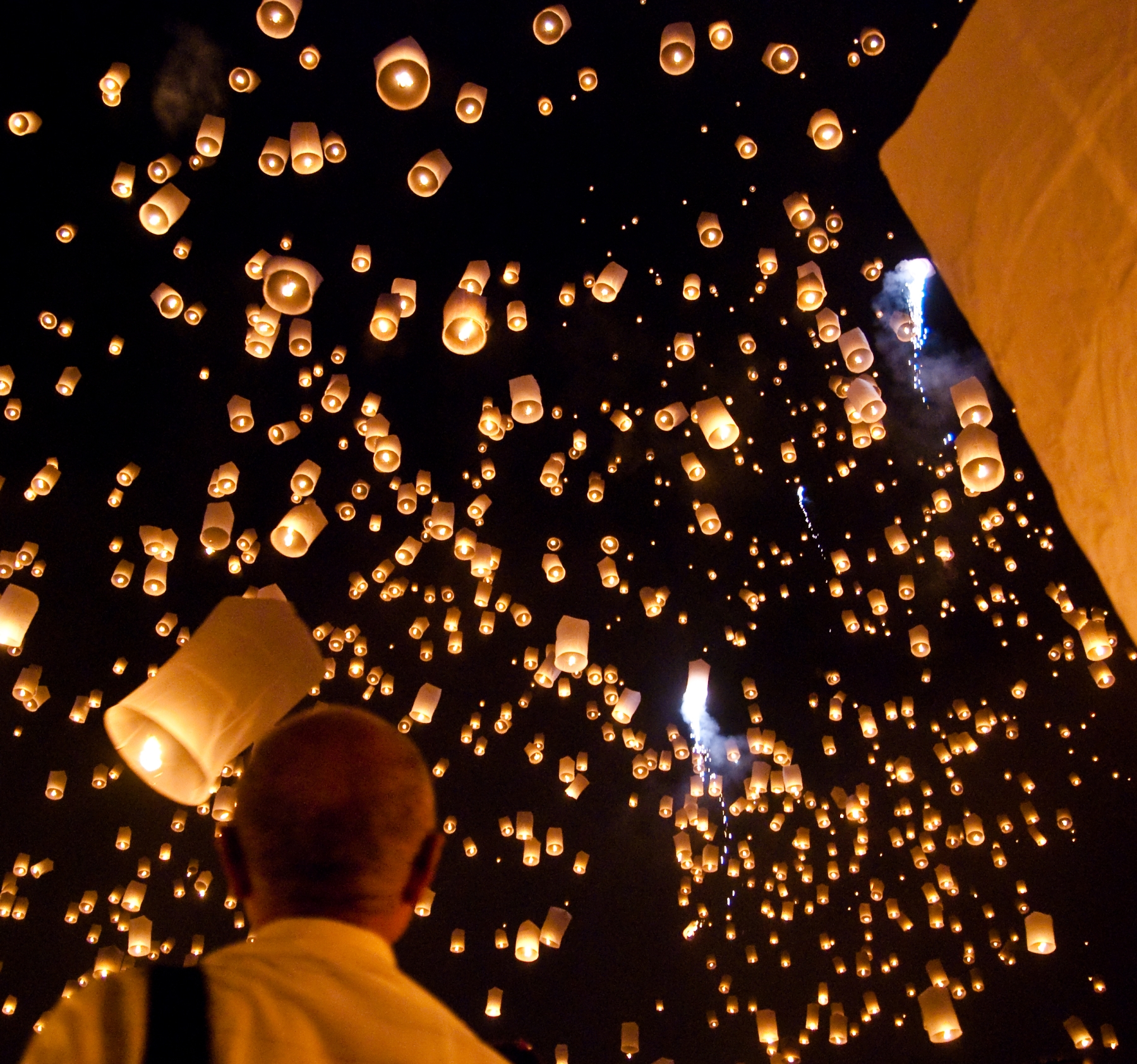
Duizenden "Khom Loi" tijdens de Loi Krathong in Mae Jo

Het festival begint in de avond als er een volle maan is (en vaak ook de avonden ervoor en erna). Mensen gaan dan naar de oevers van vijvers, kanalen, meren, rivieren en zelfs de zee om hun krathong naar het water te brengen. De kaars en de wierookstaafjes worden aangestoken en dan wordt de krathong te water gelaten.
Men gelooft dat hoe langer de kaars blijft branden des te beter je geluk is in het komende jaar. Ook laten de Thaise paren vaak hun krathongs samen te water. Hoe langer ze dicht bij elkaar blijven, des te langer en mooier de relatie tussen de samenlevenden heet te zijn. Sommige paren smokkelen door hun krathongs met een klein touwtje te verbinden.
Ook wordt in de meeste provincies buiten Bangkok siervuurwerk afgestoken en worden er papieren ballonnen met een kaars eronder opgelaten. Deze Thaise lampionnen, Khom Loi of Khom Fai genaamd, kunnen een sterrenhemel creëren met duizenden lichtpuntjes. Doordat deze ballonnen vaak een zelfgemaakt product zijn, storten ze weleens neer en kunnen soms aanzienlijke schade veroorzaken als ze bv. elektriciteitsdraden of transformators raken, daarom zijn de ballonnen in Bangkok verboden. Ook op het water zijn er duizenden kleine en grote vaartuigjes te zien tijdens het Loi Krathong festival.
Tijdens dit festival wordt op alle radio- en televisiezenders bijna constant het Loi Krathonglied gespeeld. In de meeste plaatsen wordt er ook een 'Nang Noppamas' (zie geschiedenis) wedstrijd gehouden, waarbij lokale schoonheden strijden om de plaatselijke Nang Noppamas te worden. Ook worden in de meeste plaatsen parades gehouden, waarbij groepen mensen (van scholen, universiteiten, politiekorpsen enz.) reusachtige krathongs hebben gebouwd, die te water worden gelaten. Later worden deze dan door een jury beoordeeld.
Je hoeft niet noodzakelijk zelf je krathong te maken, alhoewel dit wel het meeste plezier oplevert. Krathongs kunnen overal in straatstalletjes gekocht worden, van heel klein tot reusachtig.
Vooral de noordelijke provincies rond Sukhothai en Chiang Mai maken veel werk en geven meerdaagse feesten in deze periode, die mensen van overal in Thailand trekken.

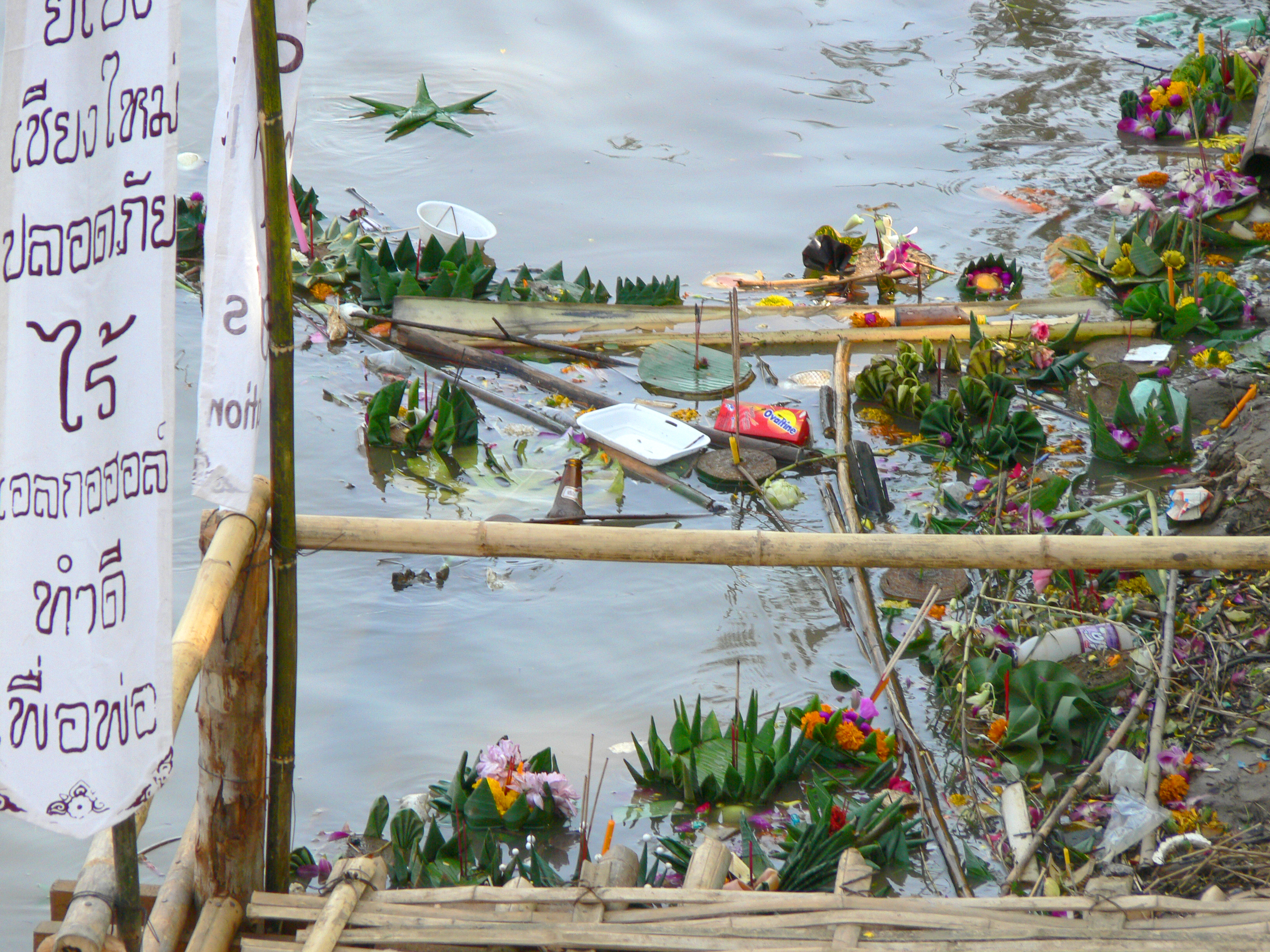
De dag na Loi Krathong

Sinds eind jaren 1990 is er vooral door de Bangkokse gouverneurs van alles aan gedaan om het te water laten van krathongs te beperken. Dit omdat de kosten van het opruimen astronomisch zijn en steeds maar meer mensen in Bangkok plastic zijn gaan gebruiken in plaats van natuurlijke materialen. Deze acties hebben weinig effect gehad en de Thais blijven hun krathongs te water laten. Sommigen meerdere op een avond. Daarom heeft de gouverneur van Bangkok in 2003 afgekondigd dat het te water laten van krathongs van niet-natuurlijke materialen verboden is en bestraft wordt.

## Volksgeloof
Volgens het Thaise volksgeloof zijn er 5 godinnen die de 5 elementen vertegenwoordigen:
- Mae Phra Toranee: moeder aarde
- Mae Phra Phai: godin van de wind
- Mae Phra Plerng: godin van het vuur
- Mae Phosop: godin van het eten
- Mae Kong Ka: godin van het water (Kong Ka is letterlijk de rivier de Ganges in India).

Loi Krathong is een jaarlijkse dankzegging aan de godin Mae Kong Ka omdat zij zo'n overvloedige regenval heeft gegeven en daarmee voedsel, drinkwater en transportwegen voor de bevolking. Het is op hetzelfde moment ook een vragen om vergeving van de zonde van het verspillen van water. Veel Thai geloven daarnaast ook dat als hun krathong wegvaart, daarmee de zonden van het afgelopen jaar worden weggewassen.

## De legende van de krathong

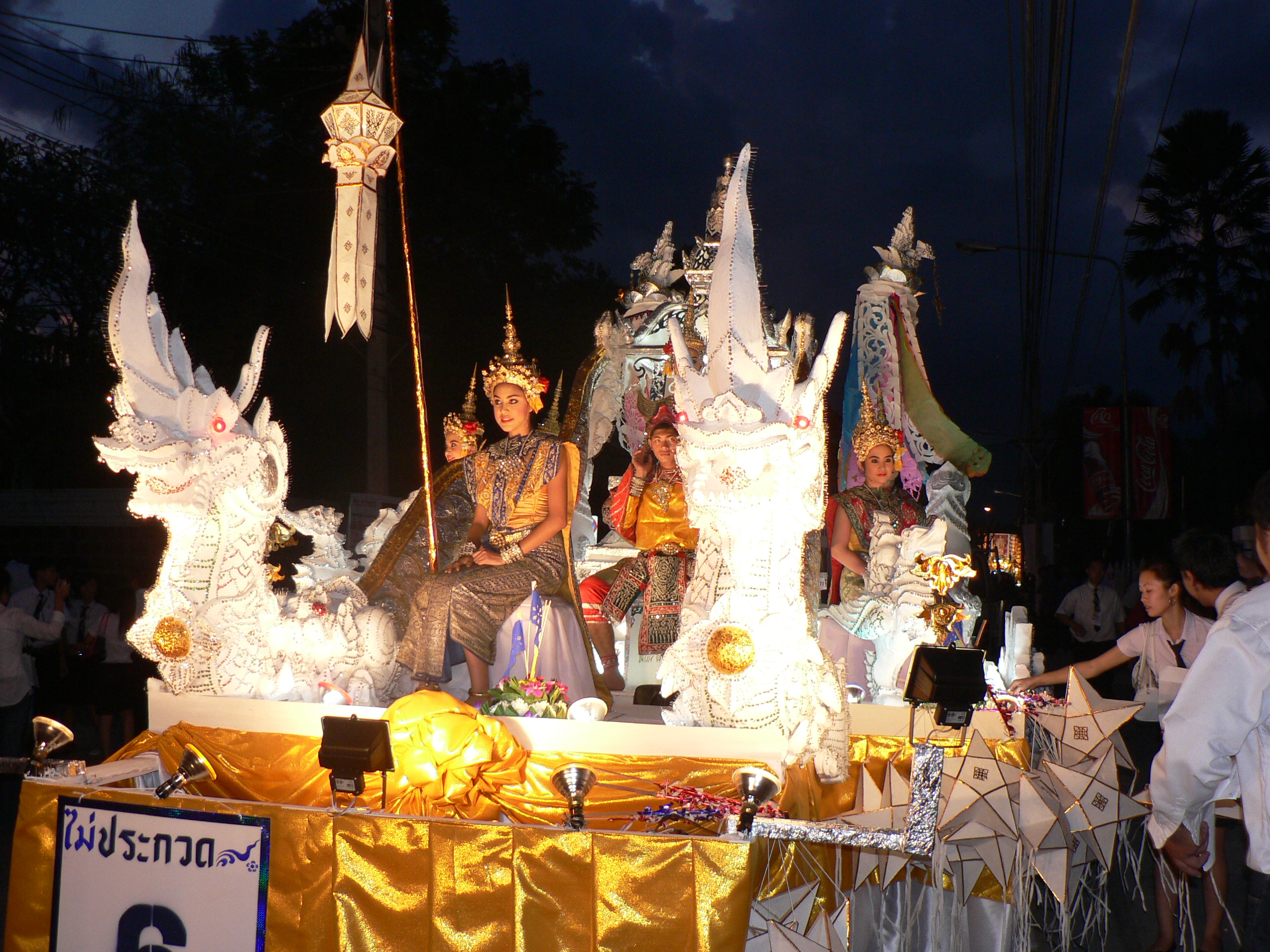
"Nang Noppamas" verkiezing in Chiang Mai tijdens Loi Krathong

Volgens de legende was het de dochter, 'Nang Noppamas', van een brahmaan (priester) in het begin van het koninkrijk Sukhothai van meer dan 700 jaar geleden, die op haar eigen manier de godin Mae Kong Ka wilde bedanken. Nang Noppamas wordt vaak beschreven als de mooiste, intelligentste en meest talentvolle vrouw die ooit in het Sukhothai koninkrijk heeft geleefd. Zij zou de eerste krathong gemaakt hebben in de huidige lotusvorm en na het aan de koning getoond te hebben te water hebben gelaten in de rivier met een kaars en wierook. En zo zou het moderne Loi Krathong zijn begonnen.

## Loi Krathonglied
Tijdens het Loi Krathong Festival kun je het Loi Krathonglied in Thailand overal horen op de radio en televisie:
| Thai | Nederlands |
| --- | --- |
| Wan pen duan sipsong, nam gor ngong them taling. Rao tang lai, chai ying sanook gan ching wan Loi krathong! Loi, Loi krathong, Loi krathong gan laew kor chern nong gaew ork ma ramwong: ramwong wan Loi krathong, ramwong wan Loi krathong! boon ja song hai rao sook jai, boon ja song hai rao sook jai! | Op de twaalfde maand van de volle maan, overstroomt het water in het kanaal. Iedereen, man en vrouw hebben dan veel plezier op Loi krathong dag Loi, Loi krathong, Nadat we onze krathongs hebben laten wegvaren vragen we de meisjes om de Ramwong te dansen. Ramwong op Loi krathong dag ramwong op Loi krathong dag goede daden brengen ons geluk goede daden brengen ons geluk! |